# Sander Armée
Sander Armée (Lovaina, 10 de dezembro de 1985) é um ciclista belga.
Estreia como profissional em 2010 com a equipa Topsport Vlaanderen-Mercator. Em 2014 alinhou pelo Lotto Belisol, equipa no qual esteve até 2020, depois alinhou na equipa Team Qhubeka NextHash.
Sua irmã Nele Armée é igualmente ciclista profissional.
Seu maior sucesso como profissional chegou na Volta a Espanha de 2017 na que conseguiu ganhar a 18.ª etapa acabada em Santo Toribio de Liébana graças a uma fuga; além de conseguir o 19.º posto na classificação geral.

## Palmarés
- 2009
  - 2 etapas do Tour de Bretanha
  - Flecha das Ardenas
  - Tríptico das Ardenas, mais 1 etapa
  - Kattekoers

- 2015
  - Flecha de Heist

- 2017
  - 1 etapa da Volta a Espanha

- 2020
  - 1 etapa do Tour Poitou-Charentes em Nova Aquitania

## Resultados em Grandes Voltas
Durante sua corrida desportiva tem conseguido os seguintes postos nas Grandes Voltas:
| Corrida | Corrida         | 2010 | 2011 | 2012 | 2013 | 2014  | 2015 | 2016 | 2017 | 2018 | 2019 | 2020 | 2021 |
| ------- | --------------- | ---- | ---- | ---- | ---- | ----- | ---- | ---- | ---- | ---- | ---- | ---- | ---- |
|         | Giro d'Italia   | —    | —    | —    | —    | 47.º  | 65.º | —    | —    | 57.º | —    | 47.º | —    |
|         | Tour de France  | —    | —    | —    | —    | —     | —    | —    | —    | —    | —    | —    | —    |
|         | Volta a Espanha | —    | —    | —    | —    | 103.º | —    | 90.º | 19.º | 73.º | 73.º | —    | Ab.  |

—: não participa

Ab.: abandono